# Simon Donaldson
Simon Kirwan Donaldson (Cambridge, 1957) es un matemático inglés, conocido por sus trabajos en el campo de la topología y de variedades diferenciables de dimensión 4.
En 1979 consigue una Bachelor of Arts por la Universidad de Cambridge. Se doctoró en la Universidad de Oxford en 1983, pasando a trabajar en el Instituto de Estudios Avanzados de Princeton para volver como profesor de matemáticas a Oxford. En 1999 se traslada al Imperial College London.
Por su carrera matemática, reflejada entre otros trabajos en Self-dual connections and the topology of smooth 4-manifolds, ha recibido diversos premios, entre los que destacan el Premio Junior Whitehead, otorgado por la Sociedad Matemática de Londres en 1985, la medalla Fields en 1986, otorgada por la Unión Matemática Internacional y el Premio Crafoord en 1994. Al mismo año de recibir la medalla Fields, considerada el premio Nobel de la matemática, se convirtió en miembro de la Royal Society.
Mientras Michael Freedman clasificó las variedades topológicas en dimensión 4, el trabajo de Donaldson se centró en variedades de dimensión 4 que admitían una estructura diferenciable. Para ello, usó instantones, una solución particular de las ecuaciones de Yang-Mills (ver Teoría de gauge) que tienen su origen en Teoría cuántica de campos. Uno de los primeros resultados imponía severas restricciones sobre la forma de intersección de una variedad diferenciable de dimensión 4. Como consecuencia, una amplia clase de variedades topológicas de dimensión 4 no admitía ninguna estructura diferenciable compatible con la estructura topológica subyacente.
Donaldson también dedujo invariantes polinómicos de la Teoría de gauge. Estos nuevos invariantes polinómicos eran sensibles a la estructura diferenciable de la variedad, e hicieron posible deducir la existencia de estructuras diferenciables "exóticas". Incluso ciertas variedades topológicas podrían admitir una familia infinita de estructuras diferenciables.
En 2020 fue galardonado con el Premio Wolf en Matemática junto con Yakov Eliashberg.